# Dicranurus
Dicranurus je rod odontopleuridních trilobitů z čeledi Odontopleuridae, žijících v období ordoviku až spodního devonu v mělkých mořích mezi Laurasií a Gondwanou. Jejich fosílie se našly na území dnešní Austrálie, Maroka, Oklahomy a New Yorku.

## Popis
Tělo trilobitů rodu Dicranurus dosahuje délky 2,5 cm, ale díky dlouhým „ostnům“ dosahovali délky až 5,1 cm. Hlavním poznávacím znakem tohoto rodu je dvojice dlouhých zakřivených ostnů, které vyrůstají zpoza glabely. Tyto rohy mohly sloužit jako podklad pro epibionty jako řasy nebo houby a pravděpodobně tak trilobity chránily před predátory.

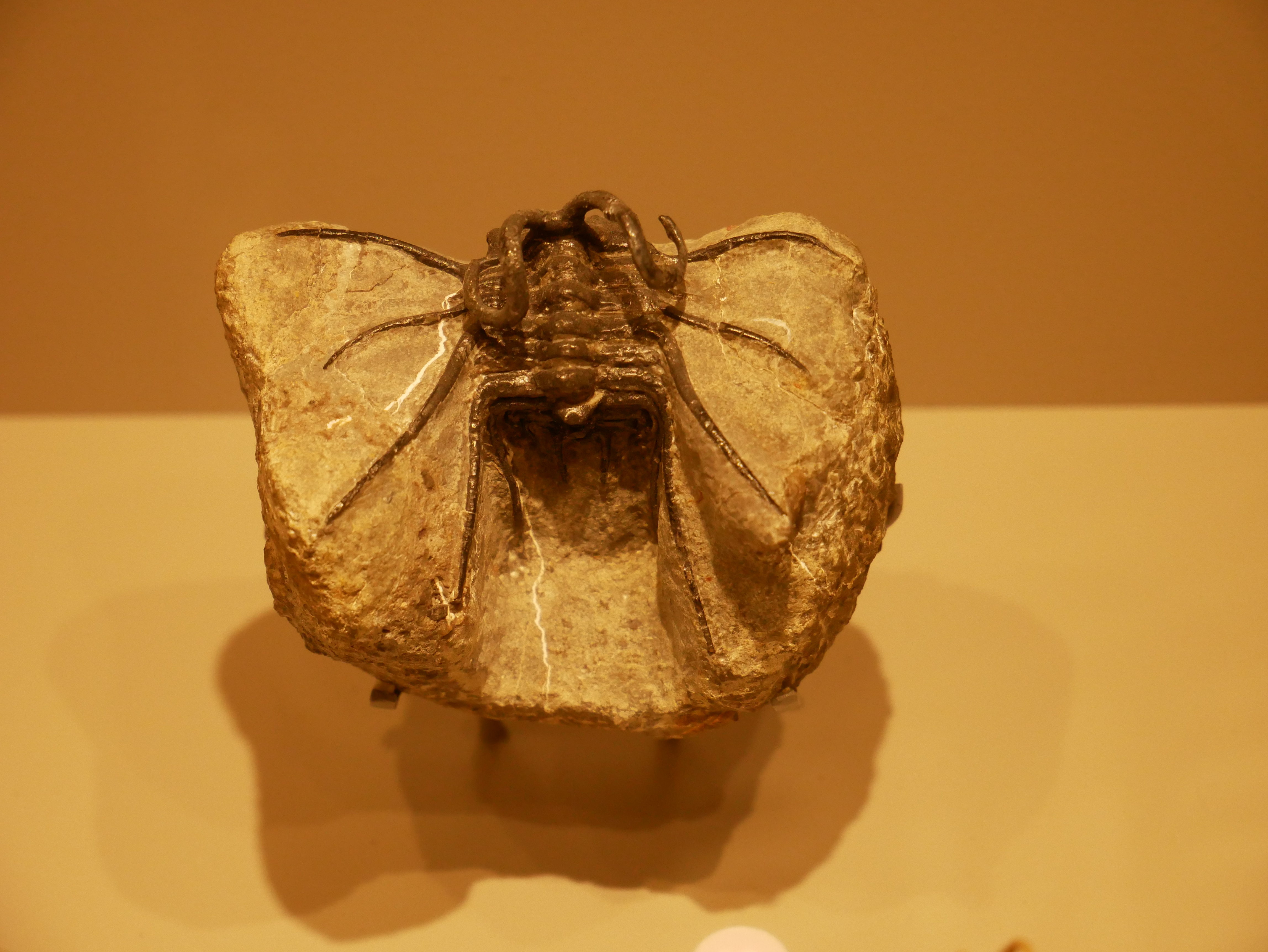
Dicranurus monstrosus

## Populární kultura
Dicranurus byli jednou z prvotní inspirací pro podobu stvoření vetřelce ve filmu Prometheus. Konečná podoba sice vypadá jinak, ale stvoření bylo nadále díky původní inspiraci označováno jako trilobit.